# Hitomaro (cráter)
Hitomaro es un cráter de impacto de 105 km de diámetro del planeta Mercurio. Debe su nombre al poeta japonés Kakinomoto no Hitomaro (c. 655-c. 700), y su nombre fue aprobado por la  Unión Astronómica Internacional en 1976.